# 마리우 자갈루
마리우 조르지 로부 자갈루(브라질 포르투갈어: Mário Jorge Lobo Zagallo, 브라질 포르투갈어 발음: [ˈmaɾju zaˈɡalu], 1931년 8월 9일~2024년 1월 5일)는 브라질의 축구인이다. 현역 시절 인사이드 포워드, 왼쪽 윙어로 활동했으며 2024년을 기준으로 독일의 프란츠 베켄바워, 프랑스의 디디에 데샹과 함께 선수와 감독으로 모두 월드컵에서 우승한 3명의 축구인들 중 한 명이다.
자갈루는 1948년 아메리카 FC에 입단하며 선수 경력을 시작했고 1951년 CR 플라멩구에 입단했다. 그는 1951년 플라멩구의 1군에 데뷔했고 1953년부터 1955년까지 캄페오나투 카리오카 3연승을 달성했다. 그는 1958년 플라멩구에서 보타포구 FR로 이적했고 토르네이우 히우–상 파울루 우승 2회, 캄페오나투 카리오카 우승 2회를 달성했다. 그는 1958년 브라질 축구 국가대표팀에 데뷔했고 1958년 FIFA 월드컵 우승, 1962년 FIFA 월드컵 우승을 달성했다.
자갈루는 선수 경력을 마감한 후 1966년 보타포구의 감독으로 부임하며 축구 지도자 경력을 시작했고 2006년 브라질의 기술조정자(브라질 포르투갈어: Coordenador técnico) 자리에서 물러날 때까지 브라질 대표팀, 플루미넨시, 쿠웨이트 대표팀 등에서 활동했다. 그는 1970년 FIFA 월드컵에서 브라질 대표팀의 월드컵 통산 세 번째 우승 달성에 기여했고 감독 외에 기술조정자 겸 보조감독의 자격으로 1994년 FIFA 월드컵 우승을 달성했으며 기술조정자의 자격으로 2006년 FIFA 월드컵에 참가했다. 그는 월드컵 결승전에 총 6번 참가했고 월드컵에서 총 4번 우승했으며 1974년 FIFA 월드컵 4등, 1998년 FIFA 월드컵 준우승을 달성했다. 자갈루는 1970년 FIFA 월드컵 우승을 달성하면서 선수와 감독으로 월드컵에서 모두 우승한 첫 번째 축구인이 되었고, 2024년을 기준으로 선수와 비선수 자격으로 월드컵에서 각각 2회 이상 우승한 유일한 축구인이다.
자갈루는 1992년 국제 축구 연맹으로부터 FIFA 공로 훈장을 받았고 2013년 월드 사커가 선정한 역대 최고의 축구 감독 9위에 선정되었다. 1958년 FIFA 월드컵 결승전에 참가한 브라질의 축구 선수들 중 마지막 생존자였던 그는 2024년 1월 5일 92세의 나이로 사망했다.

## 생애
마세이오에서 레바논 이민자의 아들로 태어나 1살 되기 전에 리우데자네이루로 이주하였다.

## 경력

### 선수 경력
그는 1950년대 중반에 열에서 3년 동안 리우데자네이루 주립 선수권을 우승한 팀의 일부를 형성한 CR 플라멩구에 1950년 가입하기 전에 아메리카 FC와 함께 자신의 선수 경력을 시작하였다. 좌익에서 활약하였어도 자갈루는 수비적으로 도움을 주는 데 추적하는 중요성을 인정하여 1958년 FIFA 월드컵의 브라질 국가 대표팀에 자신을 어울리게 만들었다.

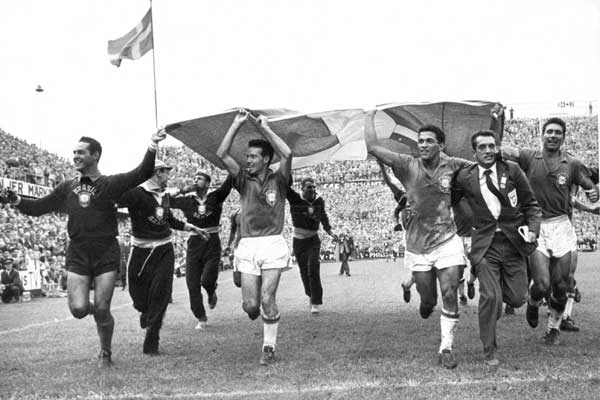
1958년 FIFA 월드컵에서 우승을 축제벌이는 브라질 팀(앞줄 왼쪽에서 두번째가 자갈루)

결승전이 열리기 몇주 전 파라과이를 상대로 자신의 국제 데뷔를 한 그는 브라질의 전부의 6개 월드컵 경기들에서 활약하여 브라질 팀이 자신들의 첫 월드컵 타이틀을 얻으면서 개최국 스웨덴을 상대로 펠레와 바바의 각각 2골과 함께 1골을 득점하였다.
1958년 보타포구 FR로 옮긴 자갈루는 1960년대 초반에 자신의 새로운 클럽과 함께 리우-상파울루 토너먼트는 물론 2개의 리우데자네이루 주립 타이틀을 더 우승하였다. 칠레에서 열린 1962년 FIFA 월드컵에서 성공적으로 타이틀을 유지하는 데 브라질이 2번째 만의 팀이 되면서 다시 나온 그는 멕시코에 2 대 0으로 우승한 첫 골을 득점하였다. 4년 전과 달리, 그는 전통적인 좌측 윙선수로서 활약하는 데 더 많은 자유적 지배가 주어졌다.
자신의 30대 초반에 그는 늘어나는 부상 문제들을 겪고 그의 국제 경력은 브라질을 위하여 33개의 캡을 우승한 1964년에 끝났다.

### 감독 경력

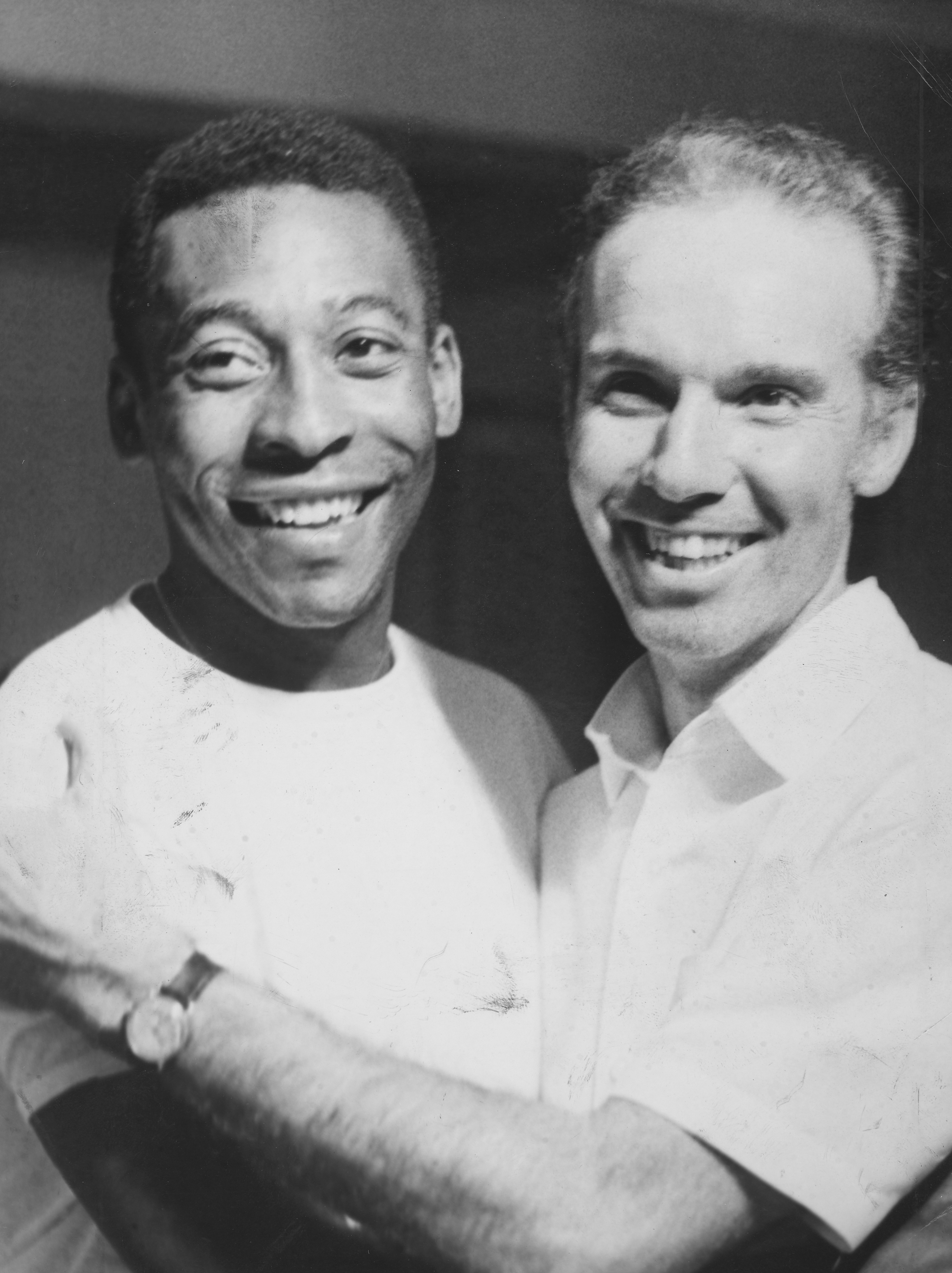
펠레와 자갈루 (1970년)

1년 후, 그는 선수로서 은퇴하기로 결정하여 코치 경력으로 들어가 보타포구 FR의 청소년 팀과 함께 기초적으로 활약하고, 그러고나서 1966년 첫 팀과 함께 코치를 맡았다. 자갈루가 감독으로서 처음으로 우승한 트로피가 거기 있었으며 1967년부터 클럽을 연속적 리우데자네이루 주립 선수권으로, 그리고 1968년 타사 브라지우 컵 경연으로 이끌었다.
그는 경기에서 가장 재치 있게 빈틈 없는 코치들 중의 하나로서 평판을 개발하여 "교수"라는 별명을 얻었다. 1967년 한번 만의 기초에 브라질 국가 대표팀의 통치를 차지한 그는 멕시코에서 1970년 FIFA 월드컵이 열리기 전에 전임적인 감독직이 주어졌다. 4년 전에 잉글랜드에서 자신이 잃은 타이틀을 다시 우승하는 데 압력이 브라질 국가 대표팀에 놓였다. 자갈루는 합격한 브라질 팀에 많은 변화들을 만들지 않았으나 팀에 자신의 소유적 전술을 찍었다.
자갈루의 시스템은 팀으로서 활약하는 데 함께 할 수 있다고 의심이 간 이들에게 독특한 재능을 주는 것을 허용하였다. 브라질에서 어떤이들은 그의 스타일이 너무나 방어적으로 생각하였으나 뒤에서 힘이 얻어지면서 그는 선수들 자신을 표현하는 데 그의 공격적인 선수들에게 어 많은 자유를 줄 수 있었다. 그의 팀은 월드컵 역사상 가장 지배적으로 갈 수 있었다. 그들은 결승전에 도달하는 데 페루와 우루과이를 통과하기 전에 3개의 조별 경기들을 전부 우승하였다. 결승전에서 가장 좋은 팀의 상연들 중의 하나로 보이면서 이탈리아를 4 대 1로 꺾어 자신들의 6개 경기들에서 19개의 골과 함께 토너먼트를 끝냈다.
브라질의 3번째 타이틀이 쥘 리메 컵 트로피를 간직하는 데 권리를 우승한 동안에 자갈루는 축구 역사에서 자리를 얻었다. 그는 지속적으로 서독에서 열리는 다음 월드컵으로 통하는 데 국가 대표팀의 감독을 맡았으나 성공적인 클럽 경력과 함께 두드러지게 직업을 합쳤다. 그는 자신의 이전 팀 CR 플라멩구으로 돌아오기 전에 1971년 플루미넨시 FC를 리우데자네이루 주립 타이틀로 이끌어 1972년 그들과 함께 같은 경연을 우승하였다.
불행하게도 몇몇의 주요 선수들의 은퇴와 함께 자갈루는 1974년 FIFA 월드컵에서 자신의 국가 대표팀의 성공을 되풀이할 수 없었다. 그의 팀은 1970년 편의 희미한 그림자였고 첫 라운드에서 분투한 후 브라질은 네덜란드에 의하여 탈락되었다. 토너먼트가 끝난 후, 그는 국가 대표팀을 떠나 브라질과 중동에서 다양한 직업들 사이에 세월을 보냈다.
중동에서 자갈루가 1970년대 후반과 1980년대 초반에 자신의 성공들을 즐긴 일이 있었다. 쿠웨이트의 감독으로서 1976년 걸프컵에서 우승을 가져오고, 사우디아라비아에 있는 동안에 그는 알힐랄을 1979년 리그 타이틀로 이끌었다. 1981년 그는 사우디아라비아 국가 대표팀의 감독직을 차지하여 1984년 아시안컵에서 팀을 성공적으로 이끌었다.
1989년 그는 아랍에미리트 축구 국가대표팀의 감독이 되어 월드컵을 위하여 역사적인 첫 합격으로 지도하였으나 결승들에서 팀을 감독하는 데 기회를 얻지 못하였다. 1991년 브라질은 또다른 월드컵을 우승하는 데 20년 이상을 기다려왔다. 1994년 FIFA 월드컵으로 향하면서 자갈루는 카를루스 아우베르투 파헤이라 감독과 함께 일하는 데 팀을 코치하도록 재가입하는 데 초청되었다.
우승 후보로서 토너먼트에 들어간 브라질은 결승전에서 페널티골에 이탈리아를 꺾어 24년 만에 자신들의 첫 월드컵 타이틀을 주장하였다. 자갈루를 위하여 그 일은 그에게 4개의 월드컵 우승 팀들에서 관련된 유일한 성과를 주었다. 파헤이라 감독이 떠난 후, 팀에 그의 영향력이 인정되어 그는 다시 한번 국가 대표팀의 전임적인 감독직에 기회가 주어졌다.
보유자로서 브라질이 1998년 FIFA 월드컵을 위하여 자동적으로 합격할 때 코파아메리카는 그의 팀을 준비하는 데 자갈루의 주요 기회를 마련하였다. 현저하게 그는 1995년 토너먼트가 열릴 때까지 선수 혹은 감독으로서 경연에서 전혀 관련되어오지 않았다. 자신의 첫 시도에서 그는 거의 이길 뻔하여 결승전에 도달하였으나 개최국 우루과이에게 페널티골에 패하였지만 1997년 볼리비아에서 더욱 낳아졌다. 다시 브라질은 결승전에서 개최국을 향하였으나 이번에 3 대 1의 우승은 자갈루에게 또다른 국제적 타이틀을 주었다.
FIFA 컨페더레이션스컵을 우승하기도 한 브라질은 1998년 FIFA 월드컵을 우승하는 데 강한 후보였다. 그들은 8강에 도달하는 데 칠레를 통과하기 전에 조별 경기를 우승하였다. 덴마크에 좁은 차이로 우승하고, 네덜란드에 페널티골로 우승은 자갈루의 팀을 결승전으로 데려갔으나, 전날 스타 스트라이커 호나우두가 발작을 일으키자 그들의 기회들은 망쳐지고 말았다. 논쟁적으로 자갈루는 그를 선발하였으나, 자신들의 최고 선수가 명확하게 활약을 못하게 되어 브라질은 지네딘 지단이 이끄는 개최국 프랑스에게 3 대 0으로 패하고 말았다.
자갈루는 브라질에서 막대한 비난을 받았으나 그의 뛰어난 국가적 안의 구성은 쇠약하지 않았다. 클럽 팀들과 몇몇의 더 많은 감독을 맡은 후, 그는 2003년 조정자로서 국가적 구성으로 돌아왔다. 그는 독일에서 열린 2006년 FIFA 월드컵에서 다시 파헤이라 감독 아래의 조감독으로서 팀과 함께 남아있었다. 결국 76세의 나이로 은퇴한 자갈루는 브라질 축구에서 가장 존경할 만한 인물들 중의 하나로 남아있다.

## 사망
2024년 1월 5일 다발성 장기 부전으로 사망하였다.

## 수상 내역

### 선수
- FIFA 월드컵 : 1958, 1962
- 리우 데 자네이루 주립 리그 : 1953, 1954, 1955, 1961, 1962
- 리우-상파울루 토너먼트 : 1962, 1964

### 조정
- FIFA 월드컵 : 1994

### 감독
- FIFA 월드컵 : 우승 (1970)[5], 준우승 (1998), 4위 (1974)
- 코파 아메리카 : 우승 (1997), 준우승 (1995)
- FIFA 컨페더레이션스컵 : 1997
- 브라질 전국 리그 : 1968
- 리우 데 자네이루 주립 리그 : 1967, 1968, 1971, 1972, 2001
- 사우디 프로 리그 : 1978–79
- 코파 두스 캄페오스 : 2001

#### 개인
- 월드사커 역대 최고의 감독 9위 : 2013
- 브라질 축구 명예의 전당[6]